# Pitkäjärvi (sjö i Enontekis, Lappland)
Pitkäjärvi är en sjö i kommunen Enontekis i landskapet Lappland i Finland. Sjön ligger 371 meter över havet. Arean är 55 hektar och strandlinjen är 5,02 kilometer lång. Sjön  ingår i Kemi älvs huvudavrinningsområde.   Den ligger omkring 240 kilometer norr om Rovaniemi och omkring 930 kilometer norr om Helsingfors. 